# David Phillip Vetter
David Phillip Vetter (21 tháng 9 năm 1971 – 22 tháng 2 năm 1984) là cậu bé người Mỹ nổi tiếng vì mắc chứng suy giảm miễn dịch kết hợp nặng (SCID), một bệnh di truyền khiến hệ miễn dịch suy yếu trầm trọng. Trẻ sinh ra bị SCID cực kỳ dễ bị nhiễm trùng và việc tiếp xúc với những mầm bệnh mà bình thường vô hại có thể dẫn đến tử vong. Truyền thông gọi Vetter là "David, cậu bé bong bóng", đề cập đến hệ thống ngăn chặn phức tạp được sử dụng như một phần liệu pháp chữa trị. Họ của Vetter không được tiết lộ đến công chúng cho tới 10 năm sau khi Vetter qua đời để bảo vệ sự riêng tư của gia đình cậu.
Trong những năm đầu đời Vetter hầu như sống tại Bệnh viện Trẻ em Texas ở Houston. Khi dần lớn lên cậu ngày càng có nhiều thời gian sống tại nhà cùng cha mẹ và chị gái Katherine ở Dobbin. Vetter qua đời năm 1984 ở tuổi 12.

## Gia đình và sinh ra
Cha mẹ Vetter lần lượt là David Joseph Vetter, Jr. và Carol Ann Vetter. Con trai đầu của họ, David Joseph Vetter III, sinh ra cũng bị SCID và qua đời lúc 7 tháng tuổi. Các bác sĩ khuyên bảo cha mẹ Vetter rằng bất kỳ đứa con trai nào họ thụ thai trong tương lai đều sẽ có 50% khả năng thừa hưởng căn bệnh. Thời điểm đó cách chữa duy nhất cho trẻ mắc SCID bẩm sinh là cách ly trong môi trường vô trùng cho tới khi có thể thực hiện thành công cấy ghép tủy xương. Nhà Vetter vốn đã có một con gái vẫn quyết định sinh thêm một người con nữa. Đứa con thứ ba của họ, David Phillip Vetter, ra đời ngày 21 tháng 9 năm 1971.
Khi Vetter sinh ra người ta đã chuẩn bị một chiếc giường kén được khử trùng đặc biệt. Cậu được đưa vào môi trường không mầm bệnh ngay lập tức sau khi rời khỏi tử cung người mẹ và sẽ ở đó trong hầu hết cuộc đời. Vetter được rửa tội bằng nước thánh vô trùng khi đã vào trong bong bóng. Các kế hoạch ban đầu hướng đến cấy ghép tủy tiến tới bị trì hoãn do người ta xác định người hiến triển vọng là chị gái Katherine của Vetter không phù hợp.

## Cuộc sống trong bong bóng

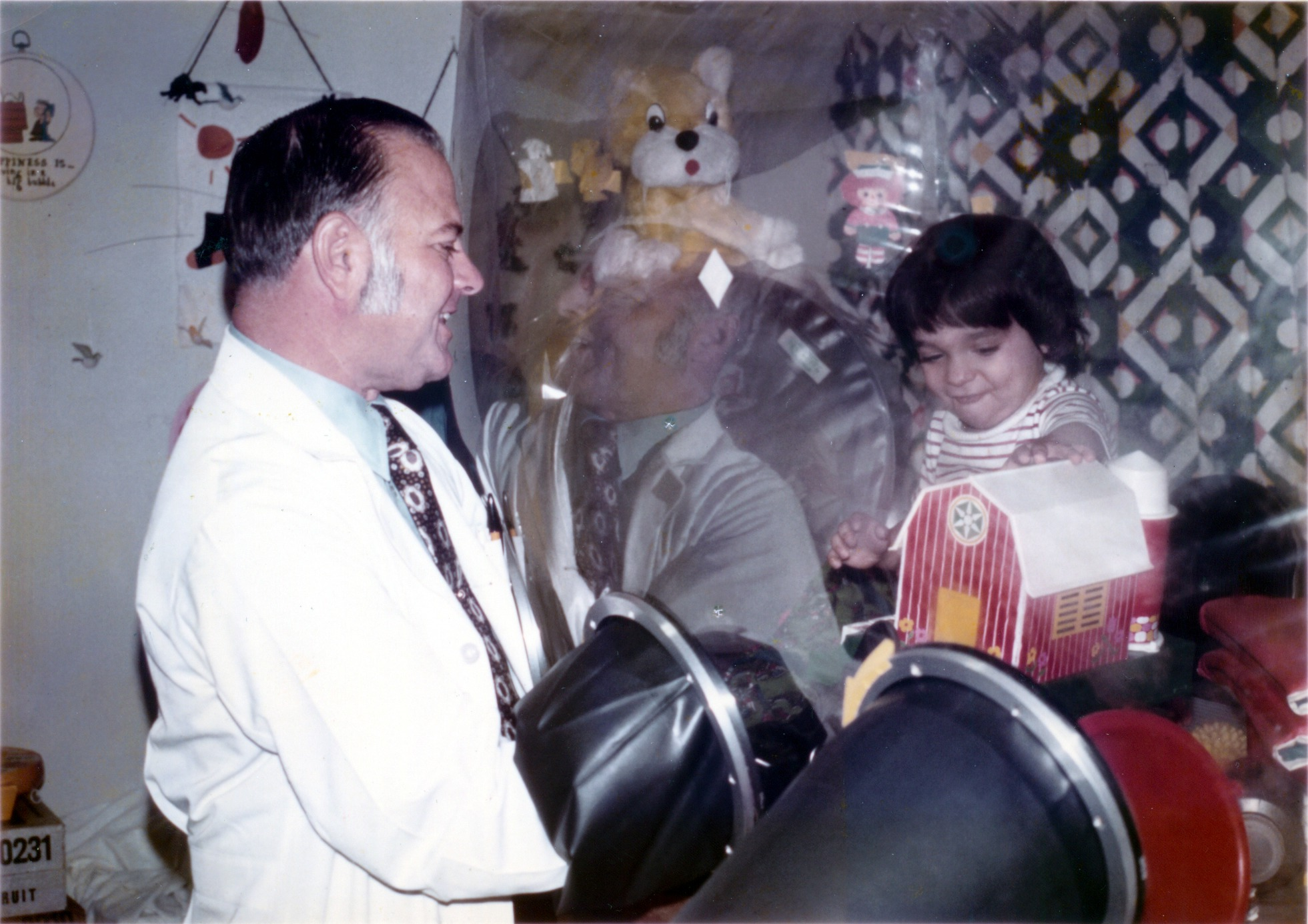
Vetter trong bong bóng bảo vệ

Không khí, nước, thực phẩm, tã lót, và quần áo đều được khử khuẩn trước khi đưa vào phòng vô trùng. Các vật dụng trong phòng được nhúng khí etylen oxit trong bốn tiếng tại nhiệt độ 60˚C (140˚F) rồi sục khí từ một đến bảy ngày.
Sau khi đã ở trong phòng vô trùng, người khác chỉ có thể chạm vào Vetter qua đôi găng bằng chất dẻo đặc biệt gắn với vách phòng. Căn phòng được bơm khí bằng máy nén phát tiếng ồn lớn khiến việc giao tiếp trở nên rất khó khăn. Cha mẹ Vetter cùng đội ngũ y tế trong đó có bác sĩ John Montgomery cố gắng mang đến cho cậu một cuộc sống bình thường nhất có thể, bao gồm giáo dục chính quy, một chiếc tivi và không gian đồ chơi bên trong phòng vô trùng. Khoảng ba năm sau ngày sinh của Vetter nhóm điều trị thiết kế thêm một phòng vô trùng nữa tại nhà cha mẹ cậu ở Conroe, Texas cùng một buồng vận chuyển để Vetter có thể về nhà trong hai đến ba tuần. Thời gian ở nhà Vetter chơi đùa với chị gái và những người bạn. Một người bạn sắp xếp một buổi chiếu đặc biệt của Return of the Jedi tại rạp địa phương sao cho Vetter có thể xem phim trong buồng vận chuyển.
Năm lên bốn tuổi Vetter phát hiện có thể chọc lỗ vào bong bóng bằng một bơm tiêm cánh bướm bị để lại trong phòng do sơ suất. Khi ấy nhóm điều trị đã giải thích cho Vetter mầm bệnh là gì và chúng tác động đến tình trạng của cậu thế nào. Khi ngày một lớn thêm Vetter nhận thức được thế giới bên ngoài căn phòng và biểu hiện muốn tham gia vào những cái mà cậu nhìn thấy phía ngoài cửa sổ bệnh viện hay trên tivi.
Vào năm 1977 các nhà nghiên cứu từ NASA vận dụng kinh nghiệm của họ trong chế tạo bộ đồ vũ trụ để tạo ra một bộ đồ đặc biệt sẽ cho phép Vetter ra khỏi bong bóng và đi bộ ở thế giới bên ngoài. Bộ đồ này kết nối với bong bóng thông qua một ống vải dài 8 ft (2,5 m). Mặc dù cồng kềnh nhưng nó giúp Vetter trải nghiệm bên ngoài mà không lo nguy cơ lây nhiễm. Ban đầu Vetter không thích mặc bộ đồ và về sau tuy có trở nên dễ chịu hơn nhưng cũng chỉ dùng nó bảy lần. Cơ thể Vetter lớn lên không còn vừa với bộ đồ và cậu không bao giờ sử dụng bộ thay thế mà NASA cung cấp.

## Qua đời
Chi phí điều trị cho Vetter lên tới khoảng 1,3 triệu đô la nhưng nghiên cứu khoa học không tìm được phép chữa thực sự nào và cũng không có người hiến phù hợp. Vetter về sau nhận ghép tủy từ người chị Katherine. Mặc dù cơ thể Vetter không từ chối tủy ghép nhưng cậu trở nên ốm yếu do tăng bạch cầu đơn nhân bởi nhiễm trùng vài tháng sau. Vetter qua đời ngày 22 tháng 2 năm 1984 vì u lympho Burkitt ở tuổi 12. Công tác khám nghiệm tử thi tiết lộ tủy xương của Katherine chứa lượng nhỏ virus Epstein–Barr bất hoạt đã không được phát hiện trong kiểm tra tiền cấy ghép.
Vetter được mai táng tại Công viên Tưởng niệm Conroe, quận Montgomery, Texas, vào ngày 25 tháng 2 năm 1984.

## Hậu quả
Cha mẹ của Vetter sau đó đã ly hôn. Cha ông trở thành thị trưởng của Shenandoah, Texas. Mẹ anh kết hôn với Kent Demaret, một phóng viên tạp chí đã viết về con trai bà. Nhà tâm lý học của Vetter, Mary Murphy, đã viết một cuốn sách về trường hợp của Vetter sẽ được xuất bản vào năm 1995; tuy nhiên, xuất bản ban đầu của nó đã bị chặn bởi cha mẹ của ông và Đại học Y khoa Baylor. Cuốn sách được xuất bản vào năm 2019 với tựa đề Bùng nổ bong bóng: Cuộc sống bị tra tấn và cái chết không đúng lúc của David Vetter.